# Lucianosaurus
Lucianosaurus là một chi động vật mà mối quan hệ tiến hóa không rõ, hóa thạch của chúng chỉ gồm những chiếc răng.